# ديفيد إيزونريتي
ديفيد إيزونريتي (بالإنجليزية: David Izonritei) مواليد 29 أبريل 1968 في لاغوس، هو ملاكم نيجيري يصنف ضمن فئة الوزن الثقيل. شارك في دورة الألعاب الأولمبية الصيفية.

## إحصائيات
خاض خلال مسيرته 33 نزالا، فاز في 27 ولم يتعادل وخسر في 6. فاز بالضربة القاضية في 23 نزالا.

## الميداليات
| الميدالية | المسابقة                       |
| --------- | ------------------------------ |
| فضية      | الألعاب الأولمبية الصيفية 1992 |
| ذهبية     | ألعاب عموم أفريقيا 1991        |

## روابط خارجية
- ديفيد إيزونريتي على موقع بوكس ريك (الإنجليزية) (registration required)
- ديفيد إيزونريتي على موقع أوليمبيديا (الإنجليزية)